# Austin American-Statesman
Austin American-Statesman es el principal periódico de Austin, la capital de Texas. Fue fundado en 1871 y es propiedad de Gannett.
En 2009, el Austin American-Statesman ocupó el puesto 60 en circulación entre los diarios, según la Audit Bureau of Circulations. Las cifras de Scarborough Research muestran que en forma impresa y en línea, llega al 68% de los tejanos en una semana promedio.